# メビバイト
メビバイト (mebibyte) は、コンピュータの容量や記憶装置の大きさをあらわす情報の単位の一つ。MiBと略記される。
1 MiB = 220 B = 1,048,576 B
220 = 1,048,576バイトを表す。本来SI接頭語の106を表すメガは、1,000,000であり、混乱を避けるため、IECが決めたのが二進接頭辞のメビである。メビバイト = 220バイトと定義し、220バイトという意味ではこの呼び名が推奨される。メガバイトと違い、1,024,000バイトや1,000,000バイトという意味では使えない。